# Rachiopogon
Rachiopogon is een vliegengeslacht uit de familie van de roofvliegen (Asilidae).

## Soorten
- R. grantii (Newman, 1857)
- R. rubescens (White, 1914)